# La Unión Republicana
La Unión Republicana fue un periódico editado en Pontevedra entre 1892 e 1899.

## Trayectoria
Apareció el 2 de febrero de 1892. En 1897 cambia su cabecera por La Unión: Diario republicano de Pontevedra y provincia. De carácter republicano, sus directores fueron Valentín Peña, Vicente García Temes y José Juncal Verdulla, y tuvo entre sus redactores a Emilio Couto, Emiliano Iglesias, Severino Pérez Vázquez, José Barral Campos y Felipe Isla Gómez . 
Muy conocido fue su enfrentamiento con el periódico católico El Áncora, que derivó en la excomunión del periódico pontevedrés por parte del cardenal Martín de Herrera el 23 de febrero de 1898. José Juncal fue encarcelado en 1898 y procesado Emiliano Iglesias, acusado de atentar contra la libertad de culto católico y la forma de Estado; también fueron procesados otros redactores. Prohibido por la censura en septiembre de 1898, finalmente, la publicación se suspendió en enero de 1899.